# Bellator MMA
Bellator MMA（ベラトール・エムエムエー）は、アメリカ合衆国の総合格闘技団体。2008年に創設され、2023年のProfessional Fighters Leagueによる買収を経て、2025年に統合される形で終了。

## 歴史

### 設立
2008年9月にビヨン・レブニーによってカリフォルニア州サンタモニカで「Bellator Fighting Championship」として創立。なお、Bellatorはラテン語で「戦士」という意味。毎シーズンごとに、8人または4人参加のトーナメントを行い、優勝者が各階級の王者への挑戦権と賞金10万ドルを獲得していた。

### バイアコムによる買収
2011年10月に「バイアコム」がBellatorの株式を過半数取得し買収。2013年1月17日にSpikeでの放送開始に伴い、団体名称を「Bellator MMA」に改称。
2014年5月17日に初のPPV大会Bellator 120を開催。同年6月18日にバイアコムならびにSpikeによってビヨン・レブニーのCEO解任および元Strikeforce代表のスコット・コーカーのCEO就任を発表。9月17日にはバイアコム副社長のジェイソン・ジョーダンが最高経営執行者に就任。
2016年にキックボクシング部門「Bellator Kickboxing」を設立。
2018年6月26日にDAZNと配信契約の締結を発表。2019年8月にバイアコムがCBSコーポレーションを合併統合し「バイアコムCBS（現：パラマウント・グローバル）」に改称。これに伴い2020年からCBS Sports Networkでの放送を開始。2021年2月9日にShowtimeでの放送開始を発表。同年4月2日のBellator 255から公式ランキングが制定された。
2022年2月に、新型コロナウイルス感染症の世界的流行の影響で活動停止状態にあった「Bellator Kickboxing」を正式に廃止することを発表。
2023年10月にパラマウント・グローバルがShowtimeのスポーツ部門であるShowtime Sportsの閉鎖を決め、Showtimeで放送しているボクシングとBellatorから2023年末で撤退することを発表。

### PFLによる買収
2023年11月20日、Professional Fighters League（PFL）がBellatorを買収したことを発表。売却後も「ベラトール・インターナショナル・チャンピオンシリーズ」の名で大会は行われ、パラマウント・グローバルはBellatorの株を保持し、少数株主として引き続きBellatorに携わる。
2024年2月にはサウジアラビアにてPFLとの対抗戦を行い、ベラトールの5勝1敗となった。一方で、9月以降ベラトールとしての大会は行われず、日本での大晦日大会を含む10月以降に予定されていた大会が消滅。11月20日にPFLとドバイ経済観光省・ドバイ・スポーツカウンシルとの間で複数年のパートナーシップを結んだことを受け、PFL以外の大会が『ROAD TO DUBAI』として共同ブランド化。
2025年1月15日にPFLはベラトールを終了し、PFLとベラトールのロースターを統合することを発表。

## ルール
NJSACB制定のユニファイドルールに準拠。試合場は円形のケージを採用していた。ビヨン・レブニーCEO在任時に行っていたトーナメントでは、カットを防ぐために決勝戦以外では頭部・顔面への肘打ちが禁止となっていた。体重区分はNJSACBの階級制に準拠していた。

## 階級・王座

### 男子
| 階級           | 体重             | 最終王者                 | 防衛回数 |
| -------------- | ---------------- | ------------------------ | -------- |
| ヘビー級       | -265lb: -120.2kg | ライアン・ベイダー       | 3        |
| ライトヘビー級 | -205lb: -93.0kg  | コーリー・アンダーソン   | 0        |
| ミドル級       | -185lb: -83.9kg  | ジョニー・エブレン       | 3        |
| ウェルター級   | -170lb: -77.1kg  | ラマザン・クラマゴメドフ | 0        |
| ライト級       | -155lb: -70.3kg  | ウスマン・ヌルマゴメドフ | 3        |
| フェザー級     | -145lb: -65.8kg  | パトリシオ・ピットブル   | 2        |
| バンタム級     | -135lb: -61.2kg  | パトリック・ミックス     | 1        |

### 女子
| 階級       | 体重            | 最終王者                 | 防衛回数 |
| ---------- | --------------- | ------------------------ | -------- |
| フェザー級 | -145lb: -65.8kg | クリスチャン・サイボーグ | 5        |
| フライ級   | -125lb: -56.7kg | リズ・カムーシュ         | 3        |
| ストロー級 | -115lb: -52.2kg | 空位                     |          |

## テレビ放送・配信
- ESPNディポーティス（シーズン1）
- FOXスポーツネット（シーズン2 - 3）
- MTV2（シーズン4 - 7）
- Spike（シーズン8 - 2020年）
- CBSスポーツネットワーク（2020年 - 2021年）
- Showtime（2021年 - 2023年）
- Max（2024年 - 2025年）[19]

### 日本での配信
Bellator 271まではDAZNやYouTubeなどで配信されていたが、2021年12月3日に開催されたBellator 272: Pettis vs. Horiguchi以降はパラマウント・グローバルと日本における独占ライセンス契約を締結しているU-NEXTで配信されていた。解説者は、川尻達也、水垣偉弥、金原正徳、実況は、フリーアナウンサーの市川勝也、中野玄が担当した。

## 日本におけるBellator
2010年6月10日に開催されたBellator 21に日本人選手として初めて藤井惠が出場した。藤井はBellator 24から31にかけて行われた女子115ポンド級トーナメントで準優勝。
2018年12月31日にRIZINが開催したRIZIN.14にBellator世界バンタム級王者であるダリオン・コールドウェルが出場し、堀口恭司とRIZIN初代バンタム級王座決定戦で対戦。2019年6月14日にはマディソン・スクエア・ガーデンで開催されたBellator 222で行われたBellator世界バンタム級タイトルマッチで、堀口が挑戦者として王者のダリオン・コールドウェルに判定勝利し、日本人初のBellator世界王者となった。同年にRIZINで開催されたRIZINライト級ワールドグランプリに、Bellatorからパトリッキー・フレイレが出場した。同年12月29日にはBellator初の日本大会としてBELLATOR JAPANをRIZINと共同開催し、同大会と12月31日開催のRIZIN.20において、RIZINとの対抗戦を行った。
2022年12月31日、RIZIN.40において両団体の現行王者および王者経験者同士の5対5の対抗戦を行った。
2023年7月30日に超RIZIN.2をRIZINと共同開催した。